# Léon Barzin
Léon Barzin   (àrea metropolitana de Brussel·les, 27 de novembre de 1900 - Naples, 29 d'abril de 1999) fou un director d'orquestra nord-americà, nascut belga. És el fundador de l'Associació Nacional d'Orquestra (NOA), l'orquestra més antiga de formació juvenil als Estats Units. Barzin també va ser el director musical fundador del Ballet de Nova York.
Nascut a Brussel·les, Bèlgica, el 1900, León Barzin va ser portat a la Estats Units a l'edat de dos anys. Va estudiar violí amb el seu pare (principal viola al "Théâtre de la Monnaie" a Brussel·les, i l'Orquestra de l'Òpera Metropolitana), i més tard amb Edouard Deru, Pierre Henrotte i Eugène Ysaÿe. Es va unir a la Filharmònica de Nova York el 1919 com a violinista i va ser nomenat viola principal el 1925, lloc que va mantenir fins a 1929, treballant durant aquests anys amb Willem Mengelberg, Wilhelm Furtwängler i Arturo Toscanini. Va rebre l'estímul de Toscanini quan va començar la seva carrera com a xef. El 1930 va ser nomenat Director Principal de Música i Direcció Musical de la National Orchestral Association, el primer camp de proves a Amèrica per a joves professionals i un trampolí per a generacions de joves instrumentistes nord-americans. En aquesta capacitat, va tenir un èxit notable durant tres dècades. En els concerts públics i assaigs setmanals, arribant a un ampli públic a través de la ràdio de Nova York, va animar als seus instrumentistes a abordar un repertori clàssic.
La influència d'espectacles simfònics de qualitat que Lleó Barzin aportà als Estats Units ha estat enorme i de llarga durada, mentre que milers de joves músics professionals van sortir del NOA per unir-se a les files de les grans orquestres simfòniques, orquestres americanes de ballet i òpera. El 1958 va renunciar a l'associació i es va traslladar a París, on va fundar la Orquestra Filharmònica de París -donant concerts setmanals al Teatre dels Camps Elisis- i va ensenyar a la realització de la Schola Cantorum de París. Va tornar a Nova York com a director musical de l'Associació Nacional d'orquestra el 1970. El 1973, va dirigir el NOA a Itàlia, per orquestra en residència al Festival dels "Dos Mons" d'Spoleto, participant en la llegendària producció de Luchino Visconti de Manon Lescaut de Giacomo Puccini. Léon Barzin va dimitir l'any 1976.
La gran violoncel·lista Emanuel Feuermann Barzin considerat com un dels millors conductors del segle xx, i de fet era un popular solistes col·laborador del seu temps. Els seus anys amb el NOA ha estat notable per la constel·lació d'artistes que han actuat sota la seva direcció: Artur Schnabel, Claudio Arrau, Bronislaw Huberman, Nathan Milstein, Ernst von Dohnányi, Emanuel Feuermann, William Primrose, Lilian Kallir, Joseph Szigeti, Felix Salmond, Myra Hess, Rudolf Serkin, Yehudi Menuhin, Ossip Gabrilowitsch, Lili Kraus, Mischa Elman, Elisabeth Schumann, Joseph Fuchs, Lillian Fuchs, Philippe Entremont, Leonard Rose, Zino Francescatti, Oscar Shumski, William Kapell, Michael Rabin, David Nadien, Jacques Voois i Rosalyn Tureck.
Lleó Barzin va ser un dels fundadors de la New York City Ballet i la seva predecessora, la Societat de Ballet, amb Lincoln Kirstein i George Balanchine. Va romandre allí com a director musical durant deu anys. director convidat amb orquestres com la Filharmònica de Nova York i la orquestra simfònica de Minneapolis, va ser director del Centre de Música Tanglewood i responsable de l'ensenyament en el Conservatori de Nova Anglaterra de la música.
Gran mestre de la batuta, Barzin va ser professor buscat per dur a terme en Nova York i més tard a França -a casa de la rue Monceau, París i al Pavelló d'Artois, Vaux-sur-Seine - i en Friburg, a Suïssa. La seva tècnica especial va ser ensenyar com un estàndard per a la Royal Academy of Music a Londres. Barzin seguí sent un educador dinàmic i enèrgic fins a la seva defunció 19 d'abril de 1999 a Nàpols, la Florida.

## Honors
Barzin va rebre el "Premi Ditson" de la Universitat de Colúmbia, la Medalla d'Or del Líban i el Premi Theodore Thomas del Gremi de Cuiners. També va rebre la Legió d'Honor.